# Caroline Luxburg Abbott
Caroline Luxburg Abbott (Berlin, 1839. szeptember 28. – 1914 után) német írónő.

## Élete
Amerikai szülők gyermeke volt, apja, Theodor S. Fay követségi titkár volt Berlinben. Amikor Bernbe nevezték ki nagykövetnek, a család 1853-ban követte Svájcba. Caroline itt ment férjhez a szintén amerikai Dr. Abbotthoz, akivel együtt visszatért Berlinbe. Férje 1866-ban elhunyt, ezután kezdett írással foglalkozni. 
Első regénye, a Schild und Pfeil (Pajzs és nyíl, 1888), amelynek előszavát Emil Frommel, epilógusát pedig Otto Funcke írta, komoly sikert aratott, ezért következő munkáit már a Verfasser von Schild und Pfeil (A Pajzs és Nyíl szerzője) álnév alatt jelentette meg.

## Munkái
- Schild und Pfeil (1888)
- Blicke in Herz und Welt (1891)
- Hin und zurück. Aus den Papieren eines Arztes (1899)
- Allerhand. Kleine Erzählungen (1902)
- Buntaneinander! Bilder aus meinem Leben (1914)

## Külső hivatkozások
- Adatlapja a Deutsche Nationalbibliothek oldalán

## Fordítás
- Ez a szócikk részben vagy egészben  a   Caroline Abbot című német Wikipédia-szócikk ezen változatának fordításán alapul.  Az eredeti cikk szerkesztőit annak laptörténete sorolja fel. Ez a jelzés csupán a megfogalmazás eredetét és a szerzői jogokat jelzi, nem szolgál a cikkben szereplő információk forrásmegjelöléseként.